# مارک دشنز
مارک دشنز (زاده ۱ ژانویه ۱۹۹۳) یک کانادایی جودوکار است.  
او مدال برنز خود را در دسته +۱۰۰ کیلوگرمی مردان در مسابقه گرند اسلم جودو ۲۰۲۱ ابوظبی کسب کرد. . 